# 國道26號 (日本)

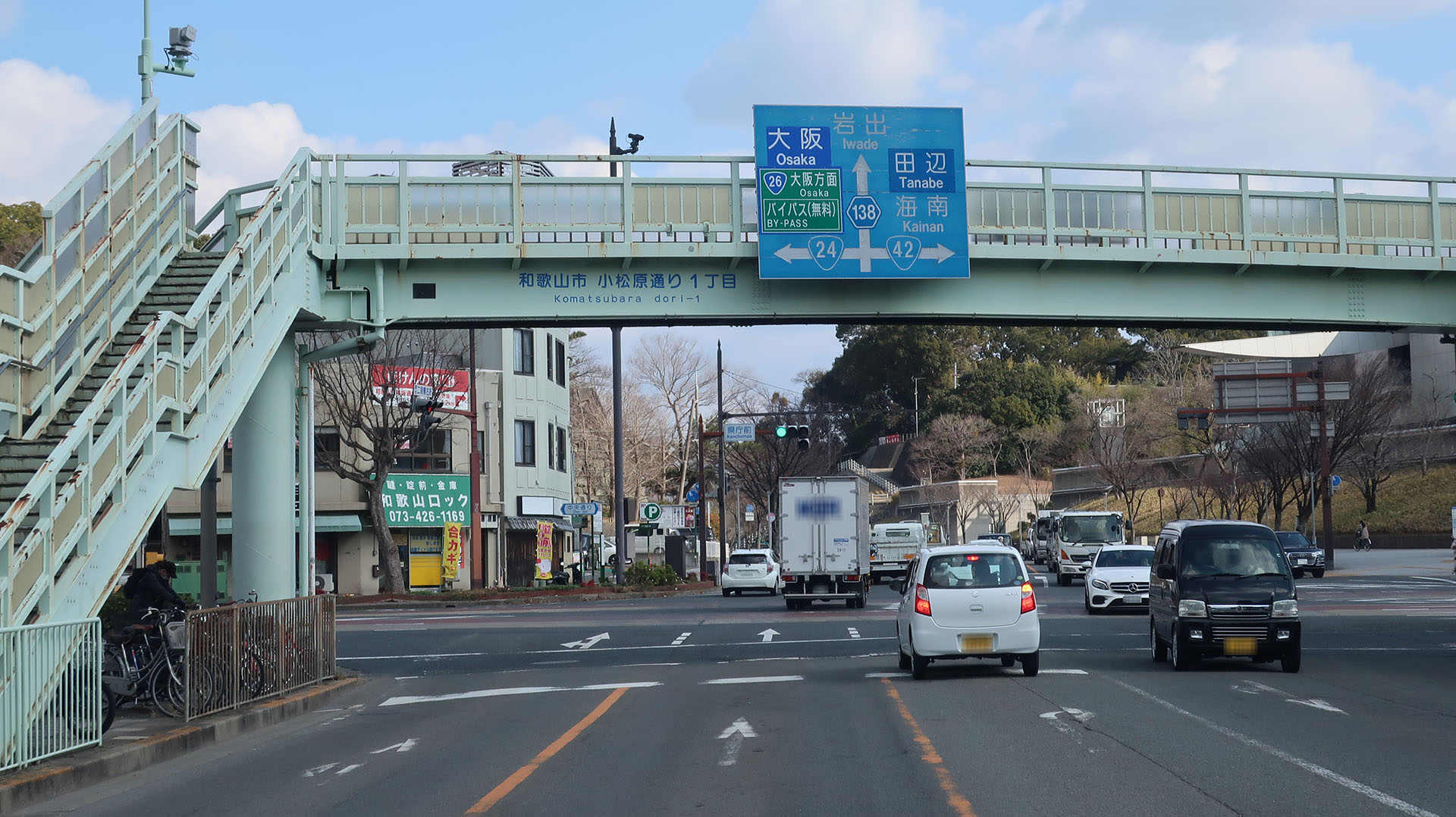
國道26号终点
和歌山县和歌山市縣廳十字路口

國道26号（日语：／ Kokudō nijūroku-gō）是从大阪府大阪市，途經堺市、岸和田市到和歌山县和歌山市的一般國道。

## 概要
连接府县首府大阪市與和歌山市的一般國道，从大阪市北区的梅田新道十字路口，沿着大阪湾沿岸向南行驶，到达横跨大阪府和歌山县界的和泉山脈。穿过山间的平井峠（和歌山岬隧道），就到了和歌山县厅前的路口。主要途徑地区有大阪府大阪市西成区、住江区、堺区、西区、堺市堺區、高石市、和泉市、泉大津市、岸和田市、貝塚市、泉佐野市、泉南市、阪南市、泉南郡岬町。
- 起点：大阪市（北区、梅田新道交差点 = 國道1号・國道25号・國道176号終点、國道2号・國道163号起点）
- 終点：和歌山市（縣庁前交差点 = 國道24号・國道42号終点）
- 主要途徑地：堺市、高石市、和泉市、泉大津市、岸和田市、貝塚市、泉佐野市、泉南市、阪南市
- 總長度 : 71.5 km（大阪府 44.9 km、大阪市 7.6 km、堺市 12.2 km、和歌山縣 6.8 km）[1]

## 地理

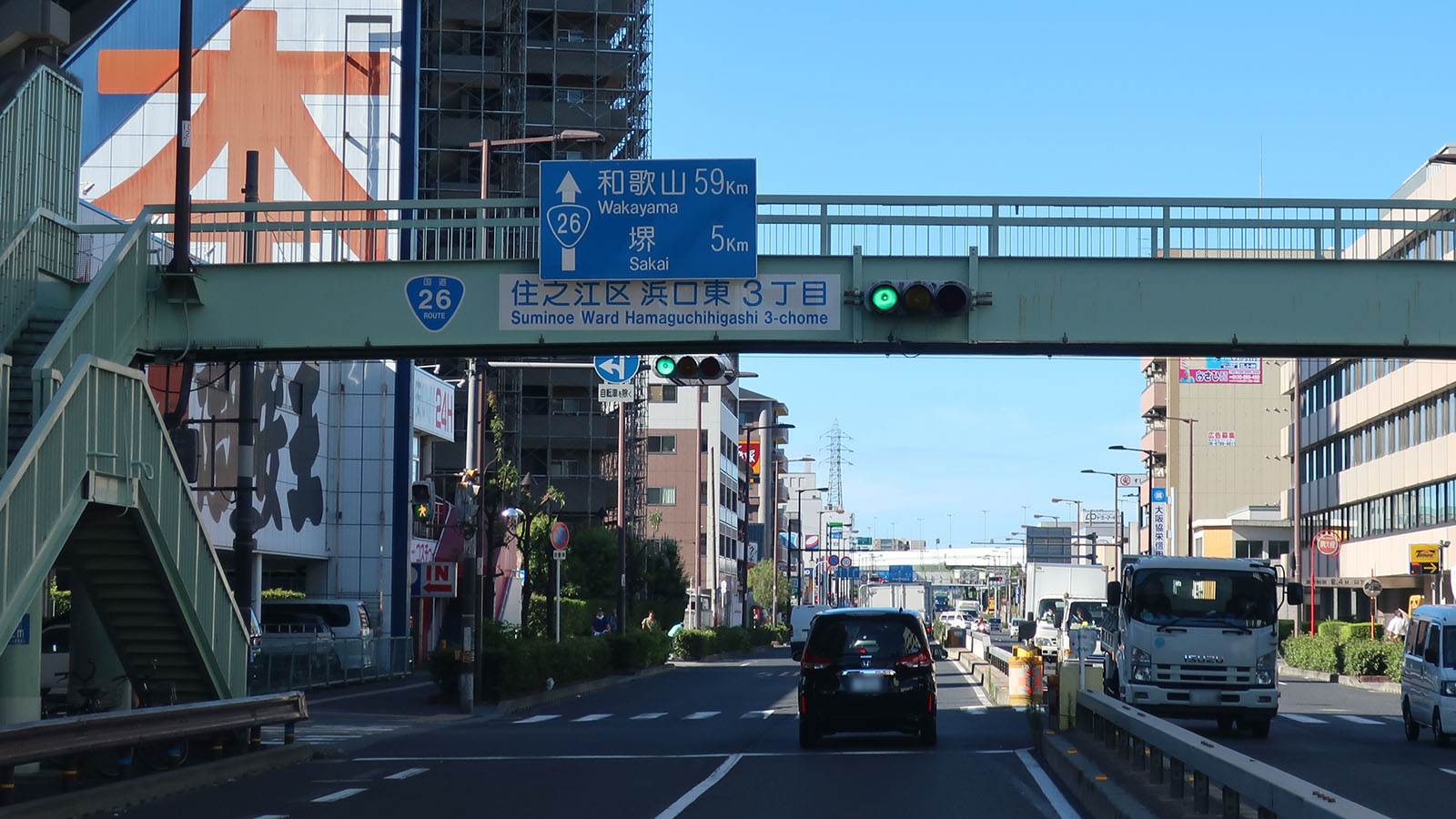
大阪府大阪市住之江区
滨口西三丁目（2019 年 8 月）

## 路线概況

### 繞道

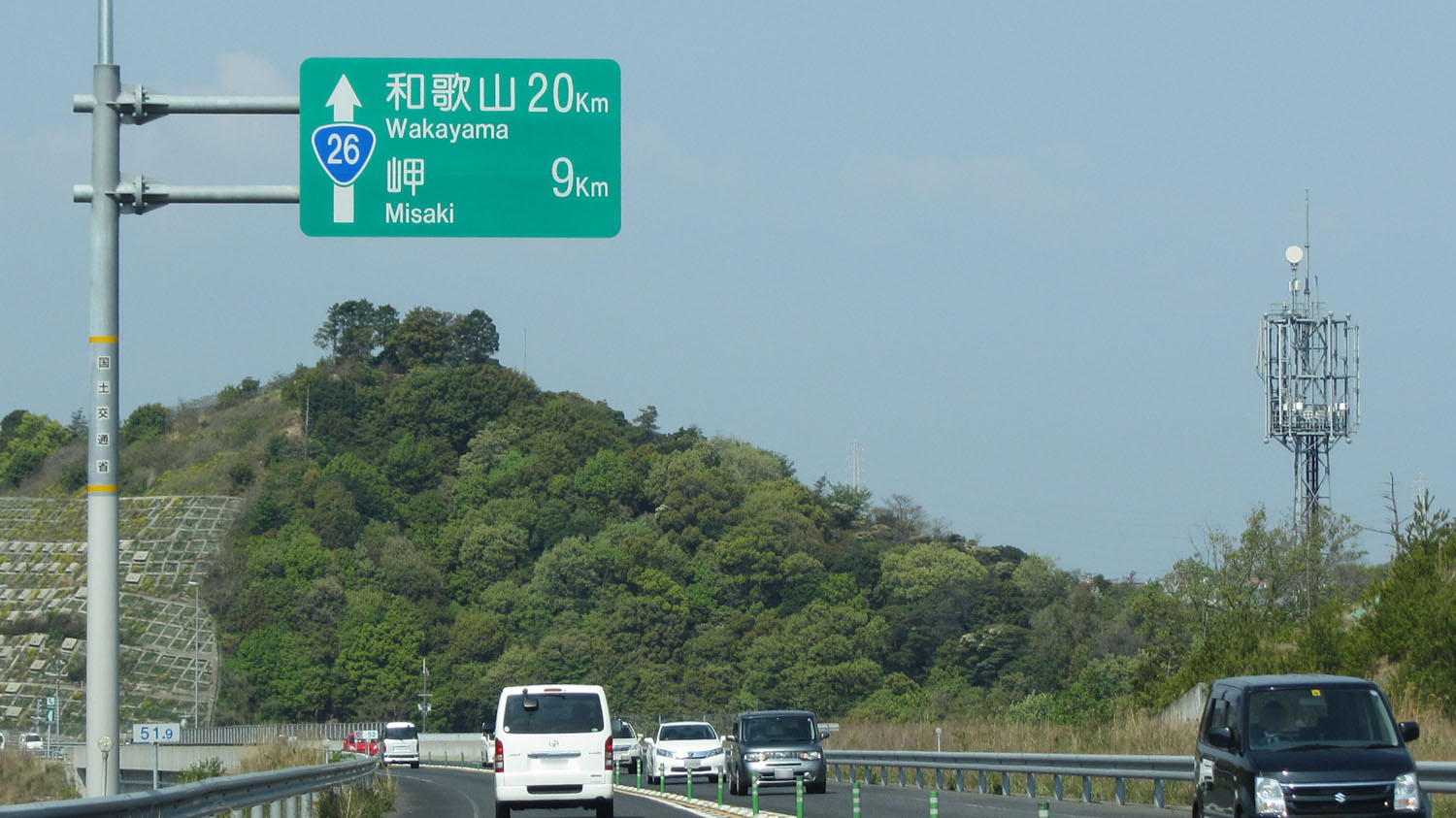
第二阪和國道
大阪府阪南市贝挂

- 第二阪和國道

## 腳註
1. ↑   (XLS). 道路統計年報2021. 国土交通省道路局.   [2022-03-09]. （原始内容存档于2022-03-25）.